# Mattel Electronics Auto Race
El Mattel Electronics Auto Race fue el primero de la línea de juegos de la división Mattel Electronics de Mattel, Inc. Se considera el primer juego portátil totalmente digital, solo con componentes electrónicos de estado sólido y sin partes mecánicas, incluso anterior al MicroVision de la Milton Bradley Company, que no disponía de controles de movimiento. Encontrar uno de estos sistemas en condiciones de funcionamiento es poco frecuente.

## Historia
Mattel fue pionera en la categoría de juegos portátiles cuando lanzó su Auto Race en 1976, aunque a veces se pasa por alto debido al éxito de uno de sus juegos posteriores, Football que fue lanzado un año más tarde. Las imágenes se representaban mediante luces LED rojas y el sonido consistía en simples pitidos. El juego en sí utilizaba solamente cerca de 512 bytes de memoria.
Las ventas del Auto Race superaron las expectativas. En la década de 1970 Mattel, empresa juguetera conocida sobre todo para las muñecas Barbie y los cochecitos Hot Wheels, fue en un principio escéptica respecto a los productos basados en la electrónica, especialmente por lo que consideraron su elevado precio por aquel entonces (24,99 dólares al por menor). El éxito de Auto Race convenció a Mattel para continuar con el desarrollo de Football, juego que tuvo gran éxito de ventas y era difícil de conseguir, lo que condujo a Mattel a la creación de una nueva división de electrónica en 1978, y que durante un tiempo fue extremadamente rentable.

## Desarrollo
A George J. Klose, un ingeniero de desarrollo de productos de Mattel, se le ocurrió la idea de darle un nuevo propósito a las funciones estándar del hardware de las calculadoras para crear un juego electrónico portátil utilizando segmentos individuales de la visualización como señales luminosas que darían sensación de movimiento en la pantalla, y así diseñó el juego Auto Race, inspirado en los juegos de carreras de automóviles se encontraban habitualmente en los salones recreativos de la década de 1970. En primer lugar Klose hizo un prototipo de concepto que mostraba una señal luminosa en movimiento en una pantalla LED, y sin utilizar un microprocesador para poder conseguir la aprobación de Mattel para un eventual desarrollo posterior. Luego buscó un fabricante que le proporcionara un circuito impreso que encajara en una carcasa compacta. Klose y su director, Richard Cheng, se dirigieron a la División de Microelectrónica de Rockwell International, que por entonces era líder en el diseño de los chips de las calculadoras portátiles, para que le suministrara a Mattel el hardware necesario y les proporcionara apoyo técnico.
Mark Lesser, un ingeniero de diseño de circuitos electrónicos de la Rockwell, escribió el software para el Auto Race de Mattel. En primer lugar, Lesser tuvo que rediseñar un chip existente de una calculadora para incluir un esquema de multiplexación de un controlador de pantalla y un controlador de sonido especial para un altavoz piezocerámico. Procedió entonces a escribir el programa en lenguaje ensamblador, tratando de encajarlo en los 512 bytes de ROM que admitía el chip. No disponía de ningún hardware de procesamiento de sonido, por lo que los sonidos se producían alternar el altavoz incorporado con la sincronización de bucles dentro del propio programa.

## Jugabilidad
El coche del jugador está representado por un pequeño destello brillante (una pleca) en la parte inferior de la pantalla. El jugador debía llegar a la parte superior de la pantalla 4 veces (4 vueltas) para ganar pero, mientras se dirigía hacia la parte superior, el jugador tenía que desviarse pasado entre otros coches mediante un interruptor situado en la parte inferior del sistema para moverse entre los tres carriles disponibles. Si era atropellado por otro coche, el vehículo del jugador retrocedía hacia la parte inferior de la pantalla hasta que se salía del camino del otro coche. El objetivo era ganar el juego antes de 99 segundos (en número más alto que el temporizador de tan solo dos dígitos podía mostrar) y tratar de conseguir el menor tiempo posible. El dispositivo contaba con cuatro «marchas» y coche del jugador podía utilizarlas para correr más rápido con cada una de ellas, y ser el más rápido en llegar a la meta.
```
_____
 54  
_____
 | | 
i| | 
 | | 
 |i| 
!| | 
 | |i
 | | 
_____
```

El esquema superior es una representación de la pantalla de visualización del juego. Las | y las _ son los límites, la i representa los coches que se acercan, y el símbolo ! es el jugador. El número en la parte superior de la pantalla es el tiempo restante.
Se lanzó juego similar basado en la serie televisiva de la década de 1970 Battlestar Galactica, pero en esta versión el jugador se queda en la parte inferior del campo de juego, y el dispositivo está equipado con un botón de disparo que permite al jugador disparar y destruir a los adversarios. Si un enemigo lograba alcanzar el punto central del fondo del campo de juego, se consideraba la nave Galactica había sido destruida y finalizaba el juego.